# Marie-Claire Mussat
Pour les articles homonymes, voir Mussat.
Marie-Claire Mussat, née Le Moigne, est une musicologue française née le 13 août 1937 à Saint-Brieuc.

## Biographie
Marie-Claire Le Moigne naît le 13 août 1937 à Saint-Brieuc,.
Elle étudie les lettres classiques à l'Université de Rennes entre 1955 et 1960 et obtient l'agrégation de grammaire en 1962.
Sa carrière universitaire se déroule alors à Rennes, où elle est assistante en 1966, puis maître de conférences, enfin professeur d'histoire de la musique. En 2002, elle est nommée professeur émérite. Au sein de l'université bretonne, elle fonde le département musique en 1978 et est directrice de l'institut des Arts de 1979 à 1990,.
Parallèlement, elle étudie à la Sorbonne et obtient un doctorat d'État en 1986 sous la direction de Jean Mongrédien, avec sa thèse Musique et société à Rennes aux XVIIIe et XIXe siècles,.
Comme chercheuse, ses travaux portent essentiellement sur l'histoire sociale de la musique du XVIIIe au XXe siècle, la vie et la création musicale en Bretagne à la même époque, et la musique du XXe siècle,.
Elle s'intéresse également aux relations entre les arts et entre l'histoire et l'histoire de la musique, et organise autour de ces thématiques plusieurs expositions, dont « La Bretagne à l'opéra », réalisée en collaboration avec le Musée départemental breton de Quimper en 1994,.
Très investie dans la vie musicale et artistique de sa Région, elle a été présidente de l'Orchestre de Bretagne de 2004 à 2010.
Elle est commandeur dans l'Ordre des Palmes Académiques.

## Publications
Outre de nombreux articles dans des revues scientifiques, elle est l'auteur de :
- Musique et société à Rennes aux XVIIIe et XIXe siècles, Genève, Minkoff, 1988
- La belle époque des kiosques à musique, Paris, Du May, 1992[1]
- Trajectoires de la musique au XXe siècle, Paris, Klincksieck, 1995[1], 2e éd. 2002, trad. en chinois 2004
- Les musiciens de la mer, Paris, Éditions du Layeur, 1996[1]
- L'opéra de Rennes : naissance et vie d'une scène lyrique (direction), Éditions du Layeur, 1998
- Action et Pratiques culturelles : La Maison de la  Culture de Rennes 1963-1990 (direction), Éditions du Layeur, 2002
- Une femme en Bretagne à la fin du XVIIIe siècle : A mon cher cousin... Correspondance de Mme de Pompery avec son cousin Kergus suivie des lettres du Soissonnais, présentées par Marie-Claire Mussat et Michel Maréchal, Paris, Éditions du Layeur, 2007
- Dans le sillage de Chopin : le pianiste Henri Kowalski (1841-1916), Le Pays de Dinan, 2014